# O mie
Az O mie (magyarul: Egy ezer) egy dal, amely Moldovát képviselte a 2013-as Eurovíziós Dalfesztiválon. A dalt a moldáv származású Aliona Moon adta elő román nyelven Malmőben.
A dal a 2013. március 16-án rendezett moldovai nemzeti döntőben nyerte el az indulás jogát. A döntőben a 14 fős mezőnyből közönség a második helyre sorolta, de a zsűrinél az első helyen végzett a dal angol nyelvű változata: "A Million".
A dal több szállal is fűződik a 2012-es moldáv versenyzőhöz, Pasha Parfenihez. Aliona vokálozott a Lăutar című dalban, míg az A Million című dalnak Pasha a szerzője. Az Eurovíziós Dalfesztiválon előadott produkcióban is láthattuk őt, Alionát kísérte zongorán.
A dalt az Eurovíziós Dalfesztiválon először a május 14-én megrendezett első elődöntőben adták elő, a fellépési sorrendben tizenkettedikként a fehérorosz Alyona Lanskaya Solayoh című dala után, és az ír Ryan Dolan Only Love Survives című dala előtt. Az elődöntőben 95 ponttal a 4. helyen végzett, így továbbjutott a döntőbe.
A május 18-án rendezett döntőben a fellépési sorrendben harmadikként adták elő a litván Andrius Pojavis Something című dala után, és a finn Krista Siegfrids Marry me című dala előtt. A szavazás során 71 pontot szerzett, amely a 11. helyet jelentette a huszonhat fős mezőnyben. A dal egy országtól, Romániától kapta meg a maximális 12 pontot.

## Külső hivatkozások
- Dalszöveg
- Videóklip
- Az O mie című dal előadása a malmői döntőben